# Hendrik-Ido-Ambacht
Hendrik-Ido-Ambacht é um município dos Países Baixos, situado na província da Holanda do Sul. Tem 11,90 km² de área e sua população em 2020 foi estimada em 31.311 habitantes.